# گونتر کورتن
گونتر کورتن (به آلمانی: Günther Korten) (زاده ۲۶ ژوئیه ۱۸۹۸، مرگ ۲۲ ژوئیه ۱۹۴۴) یک ژنرال آلمانی در دوره رایش سوم و از ۴ سپتامبر ۱۹۴۳ تا ۲۲ ژوئیه ۱۹۴۴ رئیس ستاد کل لوفت وافه بود.